# Barqueiro (Mañón)
Barqueiro (en gallego y oficialmente O Barqueiro) es un lugar del municipio de Mañón, parroquia de Santa María de Mañón, en la provincia de La Coruña, Galicia, España.
En el año 2000 la población tenía sólo una residente y a partir de 2004 se quedó sin ninguno hasta 2019, año en el que volvió a tener habitantes censados, un hombre y una mujer.